# Chính thống giáo Cổ Đông phương
Chính thống giáo Cổ Đông phương là các Giáo hội Kitô giáo Đông phương chỉ công nhận ba công đồng đại kết đầu tiên: Công đồng Nicaea thứ nhất, Công đồng Constantinopolis thứ nhất và Công đồng Ephesus thứ nhất.

## Tên gọi và đặc điểm
Chính thống giáo Cổ Đông phương đặc biệt bác bỏ các công thức định tín của Công đồng Chalcedon được tổ chức vào năm 451 tại Chalcedon. Do sự ly khai diễn ra vào buổi sơ khởi của lịch sử Kitô giáo nên phái phản đối Công đồng Chalcedon này được gọi là các giáo hội Cổ Đông phương hay Cựu Đông phương. Công đồng này xác định rõ ràng Đức Giêsu có hai bản tính: bản tính thần linh và bản tính con người. Vì vậy các giáo hội này được phía ủng hộ Công đồng coi là theo Nhất tính thuyết (còn gọi là Đơn tính thuyết, Monophysitism) do có liên hệ với Nhất tính thuyết của Eutyches. Tuy nhiên, Chính thống giáo Cổ Đông phương cho rằng họ không theo thuyết này nhưng theo giáo thuyết gọi là Hiệp tính thuyết (hay Hiệp nhất tính thuyết, Miaphysitism); họ bác bỏ giáo lý của cả Nestorius và Eutyches.
Trong tiếng Anh, mặc dù các danh từ Orient và East đều có nghĩa là "phương Đông" nhưng các giáo hội này được gọi là Oriental Orthodoxy và được phân biệt với Eastern Orthodoxy – là các giáo hội Chính thống giáo Đông phương công nhận Công đồng Chalcedon. Hai nhóm Giáo hội này không hiệp thông với nhau. Những cuộc đối thoại theo hương tái phục hồi sự hiệp nhất bắt đầu từ giữa thế kỷ XX, tuy vậy quá trình này khá chậm chạp.

## Lịch sử
Chính thống giáo Cổ Đông Phương và phần còn lại của Giáo hội Kitô giáo chia rẽ bắt đầu từ sự khác biệt về quan điểm Kitô học. Công đồng Nicea (325) tuyên bố rằng Đức Giêsu Kitô là Thiên Chúa, đồng bản thể với Đức Chúa Cha, và Công đồng Êphêsô đầu tiên (431) định tín rằng Đức Giêsu là một ngôi vị duy nhất: là Thiên Chúa trọn vẹn và là con người trọn vẹn (đây gọi là sự hiệp nhất ngôi vị - hypostatic union). Hai mươi năm sau công đồng Êphêsô, Công đồng Chalcedon tuyên bố rằng Đức Giêsu là một con người trong hai bản tính hoàn chỉnh: một bản tính con người và một bản tính thần linh. Những người phản đối Chalcedon cho rằng, điều này giống như học thuyết của dị giáo Nestorian đã bị kết án ở Êphêsô, rằng Đức Kitô là hai bản thể riêng biệt, một của Thiên Chúa (Ngôi Lời) và một của con người (Đức Giêsu).
Trong thông điệp Sempiternus Rex, Giáo hoàng Piô XII đã tuyên bố về các anh em tín hữu thuộc các Giáo hội này như sau: "Các anh em ấy chỉ đi lạc về phương diện thuật ngữ, khi họ giải thích chi tiết giáo thuyết về sự nhập thể của Chúa. Người ta có thể nhận ra điều này từ các sách phụng vụ và thần học của họ". Cũng trong thông điệp nói trên, Piô XII nhận định rằng sự ly khai về giáo thuyết đã xảy ra "chỉ vì có một sự ngộ nhận về thuật ngữ ngay từ đầu". Sau đó, hai tuyên bố quan trọng khác đã lần lượt được đưa ra song song với những nỗ lực đại kết của Giáo hội Công giáo tại Công đồng Vatican II và những nỗ lực của các nhà thần học.
Một tuyên bố được ký bởi Giáo hoàng Phaolô VI và Thượng phụ Copt Shenouda III vào ngày 10 tháng 5 năm 1973; tuyên bố khác được ký bởi Giáo hoàng Gioan Phaolô II và Thượng phụ Syria Ignatius Zakka I Iwas vào ngày 23 tháng 6 năm 1984. Trong cả hai văn bản này, các bên đã đi đến quan điểm thống nhất với nhau. Sau những tuyên bố đó, người ta không còn gọi các giáo hội này là "Nhất tính thuyết" nữa. Ngày nay các nhà thần học và lãnh đạo giáo hội từ cả hai phía thường công nhận rằng giữa Chính thống giáo Cổ Đông phương và những người chấp nhận Công đồng Chalcedon, sự khác biệt về Kitô học chỉ mang tính câu chữ với các công thức khác nhau và rằng thực tế cả hai bên đều tuyên xưng chung một đức tin vào Đức Kitô. Hiện nay trên thế giới có khoảng 60 triệu tín hữu thuộc các Giáo hội Chính thống giáo Cổ Đông phương.

## Cấu trúc

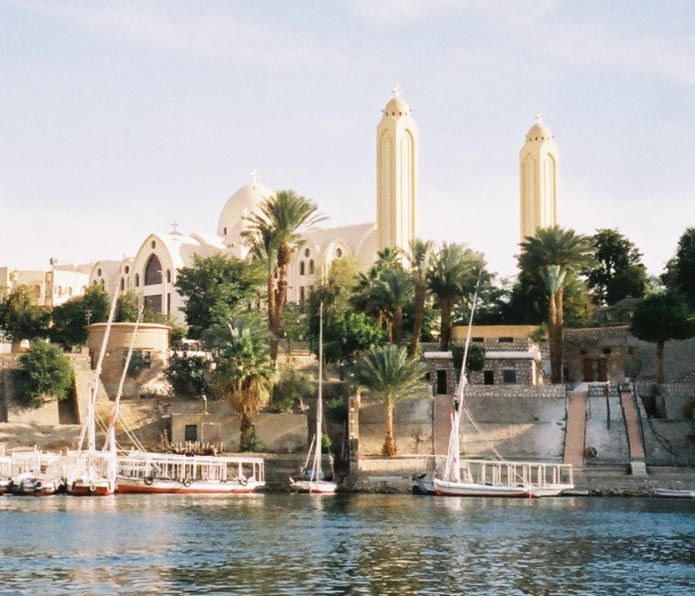
Nhà thờ chính tòa Aswan, Ai Cập.

Dù có liên hệ gần gũi trong đức tin và ngày nay hiệp thông đầy đủ với nhau nhưng các giáo hội này độc lập về thẩm quyền, và ngay từ ban đầu đã phát triển nền phụng tự, nghệ thuật và văn học của riêng mình. Các giáo hội này phát triển tại Armenia, Syria, Ai Cập, Ethiopia và Eritrea, cũng như sau này tại Kerala, Ấn Độ.
Các giáo hội trong khối hiệp thông Chính thống giáo Cổ Đông phương là:
- Giáo hội Tông truyền Armenia
  - Tòa Mẹ Etchmiadzin Linh thiêng
  - Tòa Thánh Cilicia
  - Giáo khu thượng phụ Armenia thành Constantinopolis
  - Giáo khu thượng phụ Armenia thành Jerusalem
- Giáo hội Chính thống giáo Copt thành Alexandria
  - Giáo hội Chính thống giáo Copt tại Pháp
- Giáo hội Tewahedo Chính thống giáo Ethiopia
- Giáo hội Tewahedo Chính thống giáo Eritrea
- Giáo hội Chính thống giáo Syria thành Antiochia
  - Giáo hội Chính thống giáo Syria Jacobite Malankara
- Giáo hội Syria Chính thống giáo Malankara
  - Giáo hội Chính thống giáo Brahmavar (Goa)